# Unión Deportiva Almería (femenino)
La Unión Deportiva Almería Femenino es un club de fútbol femenino de la ciudad de Almería. Fue fundado en el año 2018 y compite en la actualidad en la Tercera Federación Femenina.

## Historia
La Unión Deportiva Almería Femenino fue fundada en el año 2018 como equipo de la Fundación de la U.D. Almería. En su primera temporada en el año 2018 el club jugó en la Segunda Andaluza, en el grupo de Almería, logrando en su primer año de historia el ascenso a la Primera Nacional Femenina de España tras acabar 1º, ganando todos sus partidos excepto uno, destacando por algunos sorprendentes resultados como el 18-0 al Loma Acosta. En los play offs de ascenso a Segunda División se enfrentó primero al Atlético Guadalquivir, al que venció por 0-3 y 6-0. Después jugó contra el Granada B, venciendo en la ida por 1-0 en el Estadio de los Juegos Mediterráneos ante más de 2.000 espectadores. El partido de vuelta, donde se desplazaron cerca de 200 aficionados almerienses, terminó empate a 1, pasando el Almería a la última fase de ascenso. En la final del playoff que lo enfrentó contra el Betis B, el equipo indálico perdió 3-1 frustrando el ascenso.
Tras la reestructuración del fútbol femenino para la temporada siguiente, en la que se crea la  Primera Nacional, el Almería consigue el ascenso a dicha categoría. En la temporada 2019-20, suspendida por la crisis del Coronavirus, acabó en 6.ª posición.
En la temporada 2020-21, afectada por la crisis del Coronavirus, tuvo varios altibajos y cambios de entrenadores, nuevas incorporaciones, etc. Aun así el Almería consiguió permanecer en la categoría acabando en 10.ª posición.
En la temporada 2021-22, el equipo realiza su mejor temporada en 1ª Nacional, peleando a lo largo de la misma por ascender de categoría, finalizando en 4ª posición y sin conseguir el ascenso.
Finalmente, tras la reestructuración del fútbol femenino para la temporada siguiente (2022-23), en la que se crea la Segunda Federación, el Almería consigue el ascenso a dicha categoría.
Tras una temporada irregular, luchando por no caer en puestos de descenso, no consigue la permanencia. Tras una racha de resultados negativos, en la que obtuvo 2 puntos de 30 posibles, quedaron en la 13.ª posición, con 26 puntos, perdiendo en la penúltima jornada con el Unión Vieira, en un duelo en el que ambos conjuntos se jugaban la permanencia.

## Estadio

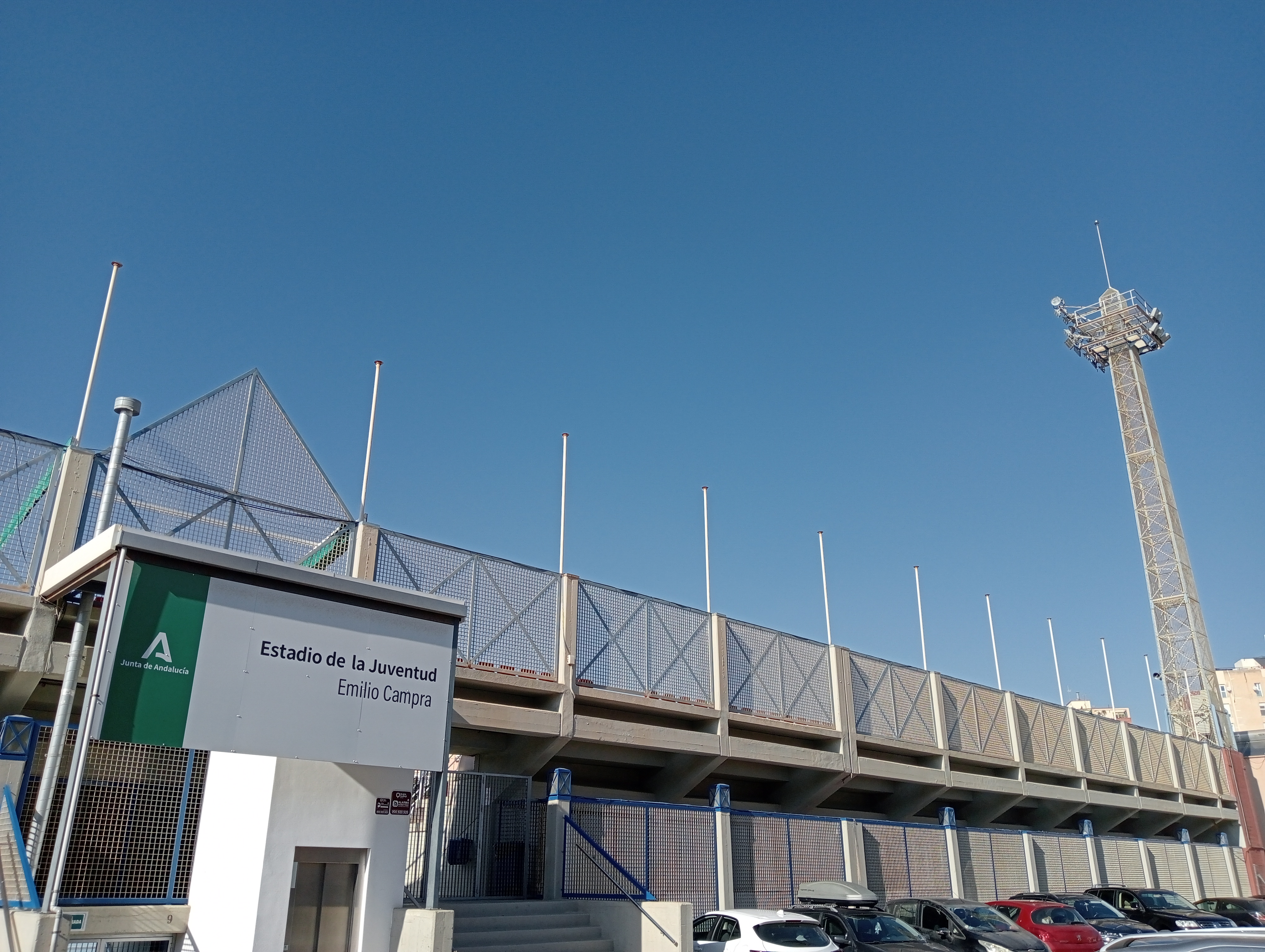
El Estadio de la Juventud "Emilio Campra" es el feudo de la UD Almería

La Unión Deportiva Almería Femenino disputa sus partidos como local en el Estadio de la Juventud "Emilio Campra", en la capital almeriense. Un estadio de césped artificial, con medidas 100x63. Este estadio cuenta también con una pista de atletismo a su alrededor y zonas de Salto de Altura y Lanzamiento de Peso.

## Uniforme
El uniforme empleado por la U.D. Almería Femenino es igual al usado por el primer equipo masculino, la U.D. Almería, así como por el resto de equipos de la cantera almeriensista, no obstante, el patrocinador del equipo femenino suele ser diferente al del Almería y el Almería "B".
- Uniforme titular: Camisa a rayas rojiblancas y mangas rojas, pantalón rojo con detalles blancos y medias blancas con detalles rojos.
- Uniforme alternativo: Camisa parcialmente negra con rayas diagonales azul cian, mangas negras y detalles en mangas y cuello azul cian. Pantalón y medias negras con detalles azul cian.